# Robbie Keane
Robert David "Ronnie" Keane (Gaèlic irlandès: Roibeárd Ó Catháin; nascut el 8 de juliol de 1980 a Dublín) és un jugador de futbol irlandès, que juga actualment al Los Angeles Galaxy. També és el capità i el major golejador de la selecció irlandesa.
Va començar a jugar al Wolverhampton Wanderers FC, marcant dos gols al seu debut als 17 anys. En la següent temporada va ser el màxim golejador i va marcar el seu primer gol amb la selecció.
Entre 1999 i 2002 va canviar de club diverses vegades, entre ells el Coventry City, l'Inter i el Leeds United FC.
El 2002 va fitxar pels Tottenhamm Hotspurs, acabant la temporada entre els deu golejadors de la Premier League. L'any 2004 es va establir com el màxim golejador de la selecció irlandesa i en fou nomenat capità l'any 2006 per Steve Stauton.
La temporada 2007-2008 va ser la més fructífera de la seva carrera marcant 23 gols en una temporada. També va guanyar la Copa de la Lliga anglesa.
Finalment, el 2008 va fitxar pel Liverpool FC l'equip que havia admirat des de petit, on només hi va ser una temporada i mitja, tornant el febrer del 2009 al Tottenham Hotspur FC. L'hivern del 2010 recala al Celtic en qualitat de cedit fins a final de temporada.

## Clubs
- 1997-1999: Wolverhampton
- 1999-2000: Coventry City FC
- 2000: Inter de Milà
- 2000-2002: Leeds United FC
- 2002-2008: Tottenham Hotspur FC
- 2008-2009: Liverpool FC.
- 2009: Tottenham Hotspur FC
- 2010: Celtic FC

## Palmarès

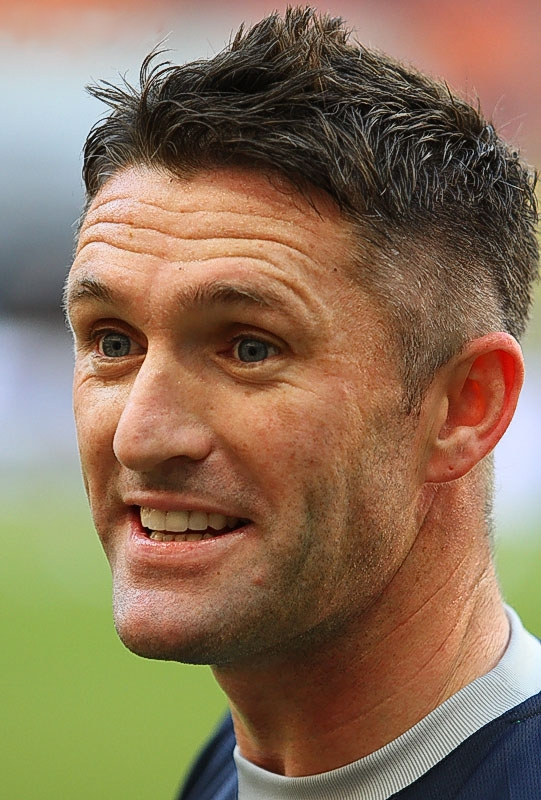
Robbie Keane

### Coventry City
- FA Youth Cup: (Subcampió): 2000

### Inter de Milà
- Supercopa italiana: (Subcampió): 2001

### Tottenham Hotspur
- Football League Cup: 2008

### Selecció irlandesa
- Campionat d'Europa sub-19: 1998